# Tommy Doherty
Thomas Edward Doherty (Bristol, Inglaterra, 17 de marzo de 1979), futbolista norirlandés. Juega de volante y su actual equipo es el Exeter City de Inglaterra. 

## Selección nacional
Ha sido internacional con la Selección de fútbol de Irlanda del Norte, ha jugado 9 partidos internacionales.

## Clubes
| Club                   | País       | Año       |
| ---------------------- | ---------- | --------- |
| Bristol City           | Inglaterra | 1997-2005 |
| Queens Park Rangers FC | Inglaterra | 2005-2006 |
| Yeovil Town            | Inglaterra | 2006      |
| Wycombe Wanderers      | Inglaterra | 2006-2010 |
| Ferencvárosi TC        | Hungría    | 2010      |
| Bradford City          | Inglaterra | 2010-2011 |
| Newport County         | Gales      | 2011-2012 |
| Bath City              | Inglaterra | 2012      |
| Exeter City            | Inglaterra | 2012-     |

## Palmarés

### Campeonatos nacionales
| Título                 | Club         | País       | Año  |
| ---------------------- | ------------ | ---------- | ---- |
| Football League Trophy | Bristol City | Inglaterra | 2003 |